# Eiskunstlauf-Weltmeisterschaft 1904
Die 9. Eiskunstlauf-Weltmeisterschaft fand am 23. und 24. Februar 1904 in Berlin (Deutsches Kaiserreich) statt.
Ulrich Salchow gewann seinen vierten Weltmeistertitel und wurde damit vor Gustav Hügel Rekordweltmeister.

## Ergebnisse

### Herren
| Platz | Sportler        | Land            |
| ----- | --------------- | --------------- |
| 1     | Ulrich Salchow  | Schweden        |
| 2     | Heinrich Burger | Deutsches Reich |
| 3     | Martin Gordan   | Deutsches Reich |

Punktrichter waren:
- Kustermann  Deutsches Reich
- K. Ebhardt  Deutsches Reich
- K. Dorasil  Deutsches Reich
- M. Rendschmidt  Deutsches Reich
- C. Gützlaff  Deutsches Reich

## Quelle
- World figure skating championships 1900–1909 (men). Skatabase, archiviert vom Original am 11. Oktober 2008; abgerufen am 21. Mai 2018 (englisch).